# Али Хан, Асад Аманат
Асад Аманат Али Хан (урду سد امانت علی خان‎, род. 25 сентября 1955, Лахор — ум. 8 апреля 2007, Лондон) — популярный классический пакистанский певец. Представитель классической музыкальной школы Патиала Гхарана. Асад был сыном музыканта Устада Аманата Али Хана. Асад Аманат Али Хан умер от сердечного приступа 8 апреля 2007 года в Лондоне.

## Биография

### Юность и семья
Асад Аманат Али Хан родился в городе Лахор, Доминион Пакистан. Его прадед, Бакш Али Хан, был основателем школы Патиала Гхарана. Его дед, Ахтар Хусейн, тоже был музыкантом. Устад Аманат Али Хан, отец Асада, был тоже певцом, умер в 1974 году. Младший брат Асада Шафгат Аманат Али Хан является поп-певцом и исполнителем классической музыки, был солистом группы Fuzön.

### Музыкальная карьера
Когда ему было 10 лет Асад записал свою первую песню, которая дебютировала в музыкальном альбоме его деда. Парень хорошо учился и часто говорил, что если бы он не был певцом, то хотел бы стать пилотом. Свою профессиональную музыкальную карьеру начал с песней «Thumri». Одна из песен, которая фигурирует в каждом концерте, где он выступал, была «Другая Джи Уто» («Insha Ji Utho», изначально была в исполнении его отца).
Асад работал в течение нескольких лет на телевидении Пакистана (PTV). Асад также пел в дуэте со своим дядей Хамидом Али Ханом. Кроме музыки и фамилии, Асад унаследовал от своего отца страсть сниматься в кино. Но его кинокарьера завершилась сразу после неудачной попытки.

### Смерть
Асад посетил Лондон в январе 2007 года, где лечил гипертрофическую кардиомиопатию. Прервал лечение и вернулся в Пакистан, чтобы получить Президентскую награду Pride of Performance. Однако, после получения награды, 3 апреля 2007 года вернулся в Англию за медицинской консультации. 8 апреля 2007 года он умер в парке Касиобари в Лондоне во время пикника с семьей.

## Дискография
Перечень некоторых из самых известных его песен:
- Awaz Who Jado sa (Saheli)
- Insha Ji Utho Архивная копия от 15 сентября 2018 на Wayback Machine
- Ghar Wapis Jub ao gai tum
- Umraan langiyaan pabbaan paahr
- Pyaar Nahii Hai Sur Se Jisko
- Abhi Kalion Mein
- Diyaar Yaar Geya
- Doob Gai Sub
- Ghum Tera Hum Ne
- Jo Bhi Dil Ki
- Kal Chowdhwein Ki Raat
- Zara zara dil meiN dard huaa
- Apne haathoN kii lakiiroN meiN
- Piya dekhan ko tarseiN morey
- Hum Pyar Ke Deewane (Из фильма — Naqshe Qadam) Архивная копия от 15 сентября 2018 на Wayback Machine
- Kisi aur gham meiN itni khalish-e-nihaN nahiN hai (слова: Мустафа Заиди)
- Ek lamha-e-wisal tha wapas na aa saka (слова: Раис Варси)
- Youn bhi tou raas rooh tanhai ko aa gaaee (слова: Раис Варси)